# Teratosphaeria foliensis
Teratosphaeria foliensis är en svampart som beskrevs av Andjic & S. Jackson 2010. Teratosphaeria foliensis ingår i släktet Teratosphaeria och familjen Teratosphaeriaceae.   Inga underarter finns listade i Catalogue of Life.